# Apostolska nunciatura v Libanonu
Apostolska nunciatura v Libanonu je diplomatsko prestavništvo (veleposlaništvo) Svetega sedeža v Libanonu, ki ima sedež v Harisi.
Trenutni apostolski nuncij je Gabriele Giordano Caccia.

## Seznam apostolskih nuncijev
- Alcide Marina (1947–18. september 1950)
- Giuseppe Beltrami (4. oktober 1950–31. januar 1959)
- Paolo Bertoli (15. april 1959–16. april 1960)
- Egano Righi-Lambertini (9. julij 1960–9. december 1963)
- Gaetano Alibrandi (9. december 1963–19. april 1969)
- Alfredo Bruniera (23. april 1969–6. november 1978)
- Carlo Furno (25. november 1978–21. avgust 1982)
- Luciano Angeloni (21. avgust 1982–31. julij 1989)
- Pablo Puente Buces (31. julij 1989–31. julij 1997)
- Antonio Maria Vegliò (2. oktober 1997–11. april 2001)
- Luigi Gatti (28. junij 2001–16. julij 2009)
- Gabriele Giordano Caccia (16. julij 2009–danes)